# Paul Duffie
Pour les articles homonymes, voir Duffie.
Paul Duffie, né le 14 juin 1951 à Néguac au Nouveau-Brunswick, est un avocat et homme politique canadien.

## Biographie
Paul Duffie est né le 14 juin 1951 à Néguac, au Nouveau-Brunswick. Après avoir fréquenté l'école secondaire Thomas Albert de Grand-Sault, il étudie au Collège Ricker de Houlton puis à l'Université du Nouveau-Brunswick. Son épouse se nomme Connie et le couple a quatre enfants.
Il est député de Grand-Sault à l'Assemblée législative du Nouveau-Brunswick de 1987 à 1997 en tant que libéral. Il est ministre de l'Éducation de 1991 à 1994, ministre des Municipalités, de la Culture et de l'Habitation de 1994 à 1995, procureur général et ministre de la Justice de 1995 à 1997. Il est aussi maire de Grand-Sault de 1986 à 1987 puis de 2004 à 2008.
Il est membre de la Chambre de commerce de Grand-Sault, de Atlantic Board of united Commercial Travellers, de la Légion royale canadienne, des Jaycee de Grand-Sault et président de la Coupe de golf de Grand-Sault.